# Anna Podlipná
Anna Podlipná (rozená Nebeská, 26. července 1855 Praha – 25. září 1943 Praha) byla česká spolková činovnice, sufražetka a feministka, předsedkyně Ústředního svazu žen a ženského oddílu Ústřední matice školské, členka Sokola, respektive Tělocvičného spolku paní a dívek pražských, manželka pražského advokáta, starosty města Prahy Jana Podlipného. Spolupracovala s předními osobnostmi českého ženského emancipačního hnutí, jako byla například Marie Riegrová-Palacká či Renáta Tyršová.

## Život

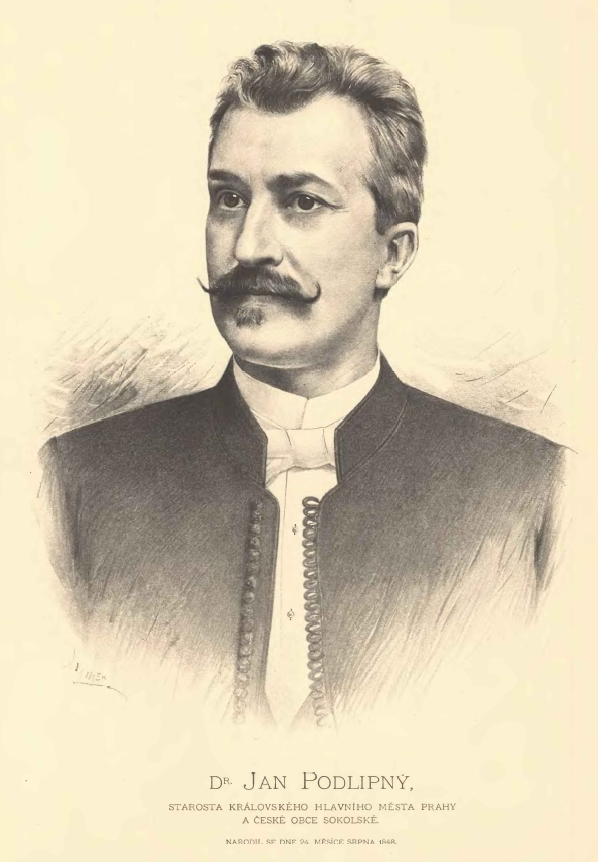
Jan Podlipný, právník a pozdější pražský purkmistr (kresba J. Vilímka)

### Mládí
Narodila se v Praze do česky mluvící rodiny jako jediná dcera majitele pivovaru U modré štiky a vlastence Antonína Nebeského. Jejím vychovatelem byl do roku 1869 Josef Barák, pak navštěvovala výchovný ústav. Docházela rovněž do ženské jednoty pražského Sokola. 13. dubna 1875 se v Praze provdala za advokáta Jana Podlipného.
Podlipná pak začala být činná v rámci českého ženského emancipačního hnutí, se zaměřením především na vzdělávání žen. Stala se členkou Amerického klubu dam, založeného mecenášem Vojtou Náprstkem roku 1865. Zde se seznámila s Marií Riegrovou, Josefou Náprstkovou či Renatou Tyršovou, se kterými později založila jeden z prvních dívčích penzionátů v Čechách, Domácnost. Byla rovněž zakládající členkou a posléze od roku 1897 dlouholetou předsedkyní dobročinného spolku Ústřední matice školská, založeného 11. února 1894 na Staroměstské radnici, který získával prostředky pro financování vzdělávání.
Za svou veřejně prospěšnou činnost byla oceněna Řádem císařovny Alžběty. Roku 1914 ovdověla.

### Po roce 1918
Po vzniku samostatného Československa se Anna Podlipná stala členkou výkonného výboru organizace Československá péče o dítě, národní instituce zajišťující lékařskou péči a stravu potřebným. Nadále působila v řadě dalších spolků, jako například dobročinná organizace České srdce.

### Úmrtí
Anna Podlipná zemřela v sobotu 25. září 1943 v Praze. Byla pohřbena spolu se svým manželem, dcerou, zetěm a dalšími členy rodiny do rodinné hrobky na Olšanských hřbitovech.

### Rodinný život
Anna Podlipná, rozená Nebeská, se 13. dubna roku 1875, u sv. Jiljí na Starém Městě provdala za Jana Podlipného, s nímž měla šest dětí. Z pěti synů jeden zemřel krátce po narození.